# William Cusins
William George Cusins, né le 14 octobre 1833 - mort le 31 août 1893, est un pianiste, violoniste, organiste, chef d'orchestre et compositeur britannique.

## Biographie
Né à Londres, Cusins entre à la Chapelle Royale à l'âge de dix ans puis étudie la musique à Bruxelles auprès de François-Joseph Fétis et plus tard à la Royal Academy of Music (RAM) à Londres, auprès de Cipriani Potter, William Sterndale Bennett, Charles Lucas et Prosper Sainton.
Il effectue de nombreuses tournées en Angleterre, à Leipzig, Berlin et autres endroits comme pianiste de concert et compositeur. Il est nommé organiste de la chapelle privée de la reine Victoria. Il joue aussi du violon dans différents orchestres à Londres. En 1851, il est nommé professeur assistant à la RAM et plus tard professeur de plein titre. En 1867, il succède à Sterndale Bennett comme chef de la Philharmonic Society et occupe cette fonction jusqu'en 1883.
Il est nommé maître de musique de la reine par la reine Victoria en 1870, succédant ainsi à George Frederick Anderson qui a pris sa retraite. Il est fait chevalier le 5 août 1892 (seul maître de musique à être fait chevalier au cours de son mandat) et reçoit la Croix de l'ordre d'Isabelle la Catholique en 1893.
Mort de la grippe à Remouchamps dans les Ardennes belges le 31 août 1893, il est enterré au Kensal Green de Londres.

## Distinctions
- Grand-croix de l'ordre d'Isabelle la Catholique

## Œuvres
Sir William Cusins produit des éditions de la musique pour piano de Robert Schumann. Parmi ses œuvres en tant que compositeur figurent le Royal Wedding Serenata (1863), une ouverture pour concert Les Travailleurs de la mer (1869), l'oratorio Gideon (créé à Gloucester en 1871), une ouverture pour Peines d'amour perdues de William Shakespeare en 1875, un concerto pour piano en la mineur, des marches et chants.

## Sources
- A Dictionary of Music and Musicians, George Grove, 1900 (lire en ligne), « Cusins, William »
- (en) Frederick George Edwards, « Cusins, William George », dans Sidney Lee, Dictionary of National Biography, Londres, Smith, Elder & Co., 1901